# Norra Kärrlången
Norra Kärrlången är en sjö i Strängnäs kommun i Södermanland och ingår i Norrströms huvudavrinningsområde.